# La Grange (Misuri)
La Grange es una ciudad ubicada en el condado de Lewis en el estado estadounidense de Misuri. En el Censo de 2010 tenía una población de 931 habitantes y una densidad poblacional de 193,57 personas por km².

## Geografía
La Grange se encuentra ubicada en las coordenadas 40°2′49″N 91°30′8″O / 40.04694, -91.50222. Según la Oficina del Censo de los Estados Unidos, La Grange tiene una superficie total de 4.81 km², de la cual 4.03 km² corresponden a tierra firme y (16.21%) 0.78 km² es agua.

## Demografía
Según el censo de 2010, había 931 personas residiendo en La Grange. La densidad de población era de 193,57 hab./km². De los 931 habitantes, La Grange estaba compuesto por el 86.57% blancos, el 9.67% eran afroamericanos, el 0.32% eran amerindios, el 0.11% eran asiáticos, el 0% eran isleños del Pacífico, el 0.21% eran de otras razas y el 3.11% pertenecían a dos o más razas. Del total de la población el 0.86% eran hispanos o latinos de cualquier raza.